# Maia Parnas
Maia Ivanovna Parnas (în rusă Майя Ивановна Парнас; n. 15 mai 1974, Tiraspol, RSS Moldovenească, URSS) este o politiciană transnistreană care a ocupat funcția de prim-ministru interimar al Transnistriei (2–23 decembrie 2015), înlocuind-o temporar pe Tatiana Turanskaia.

## Biografie
Născută și crescută în Republica Sovietică Socialistă Moldovenească, a absolvit Dreptul la Tiraspol în 1997, ulterior a făcut specializării la Academia de Afaceri și Drept din Moscova, absolvite în 2009. Între 2003 și 2012 a ocupat diverse funcții în cadrul Sovietului Suprem al Transnistrei. 
Numită ministru al dezvoltării economice în 2012 și viceprim-ministru din 2013, la 13 noiembrie 2015 a fost numită pentru prima dată prim-ministru interimar în locul Tatianei Turanskaia, până la 30 noiembrie a aceluiași an. La 2 decembrie a revenit în această funcție până la 23 decembrie a aceluiași an, când a fost numit succesorul său, Pavel Nikolaevici Prokudin.